# عبد السلام عامر
عبد السلام عامر (1939-1979) هو موسيقار مغربي يعتبر من أشهر الملحنين في العالم العربي.

## نشأته
ازداد الموسيقار عبد السلام عامر سنة 1939 بمدينة القصر الكبير، شمال المغرب. فقد بصره في سن مبكرة لكنه دخل الكتاب وحفظ القرآن الكريم، ثم تابع دراسته الابتدائى ة والثانوية إلى مستوى السنة الخامسة. حصل على شهادة الباكلوريا كمترشح حر وكان الوحيد الذي تمكن من الحصول عليها ضمن دفعته.

## بدايته الفنية
عرف عبد السلام عامر بذكائه الحاد وسرعة البديهة وموهبة الحفظ لكل ما يسمعه من معارف أدبية وفنية للمرة الثانية والثالثة على أبعد تقدير. مارس الشعر والمسرح وفن التلحين بموهبته الفائقة، واشتهر بحفظه عن ظهر قلب للعديد من القطع الغنائى ة الشرقية والمغربية كالموسيقى الأندلسية والطرب الغرناطي والأمداح النبوية وفن السماع والتجويد والإنشاد عن طريق الزوايا والإذاعة، وهو لا يعرف العزف على أية آلة موسيقية.
اعتمد عبد السلام عامر أسلوب «الدندنة» في التلحين، متجاوزا القواعد المتعارف عليها في هذه العملية، وبدت مواهبه في هذا المجال تظهر منذ فترة المراهقة حين كان يلحن الأناشيد التي يؤديها رفقة زملاء الدراسة. وسرعان ما أخذت هذه الموهبة مسلكا جادا، بعد أن اقتنع بقدرته على التلحين، فظهر أول ألحانه نهاية الخمسينات ولم يتجاوز بالكاد سنه العشرين من خلال أغنية «ما بان خيال حبيبي» التي سجلها أولا لإذاعة طنجة بصوته الذي كان رخيما وصالحا للغناء بشهادة الكثيرين. ثم سجل بعدها قصائد «رمضان» و«قالت لي روح»..

## المشوار الفني
انتقل عبد السلام عامر لإذاعة الرباط حاملا معه بعض الألحان من أجل تسجيلها هناك، لكن رغبته قوبلت بالرفض من طرف المسؤولين هناك وخصوصا الملحن أحمد البيضاوي، بسبب الأسلوب الذي ينهجه عامر في التلحين. الشيء الذي اضطره للاتجاه صوب إذاعة فاس، حيث سجل ألحانه الأولى رفقة جوقها الجهوي، وهناك تعرف على الفنان عبد الوهاب الدكالي، الذي كان هو الآخر في بداياته الفنية، الذي أدى من ألحان عبد السلام عامر قصيدتي " " آخر آه" و" حبيبتي" ولقيت القطعتان نجاحا منقطع النظير.
وعاد عامر من فاس وهو يحمل بين يديه، مفتاح المرور إلى الجوق الوطني للإذاعة، عندها اقتنع البيضاوي بأنه أمام موهبة غنائية فريدة، الأمر الذي سيتكرس مع توالي الألحان التي ستجود بها قريحة عبد السلام، سيما بعد تعرفه على الشاعر عبد الرفيع الجواهري، فجاء ميلاد رائعة «القمر الأحمر» التي شكلت فتحا في مسار الأغنية المغربية، ورسخت أقدام عامر في مجال التلحين، وقيل أن الموسيقار محمد عبد الوهاب استمع لها مرتين قبل أن يقرر وضعها في خزانته الموسيقية. قد فتحت القمر الأحمر الباب أمامه للتعامل مع العديد من الأصوات المتألقة مثل عبد الهادي بلخياط، وعبد الحي الصقلي وبهيجة إدريس وسعاد محمد، وإسماعيل أحمد، وفي ما بعد محمد الحياني، وغيرهم.

## نصف
قضى عامر فترة قصيرة في مصر ثم عاد إلى المغرب إثر اندلاع حرب 67، واستقر هذه المرة بحي سباتة بالدار البيضاء، وكان ينتقل في كثير من الأحيان إلى الإذاعة المركزية بالرباط لتسجيل ألحانه العاطفية والوطنية، وشاءت الصدف أن يكون عبد السلام حاضرا يوم انقلاب الصخيرات، صيف 71، بالإذاعة فأرغمه الانقلابيون على تلاوة بيان الانقلاب، بعد أن حفظوه إياه، وكانوا قبل ذلك قد حاولوا مع عبد الحليم حافظ، الذي كان لحظتها هناك، واستطاع الأخير إقناعهم بإعفائه من هذه المهمة. اما عبد السلام عامر فتم حبسه إلى ان تدخل الأمير مولاي عبد الله ليطلق سراحه.
الغريب في الامر انه بعد هده الواقعة اختفى ذكر أكبر الملحنين المغاربة ولم يعد له أثر يذكر باستثناء الأعمال المشتركة مع بعض الفنان المغاربة والتي لم يمكن طمسها مثل القصيدة الخالدة «القمر الأحمر» وغيرها وهناك من يقول إن الحسن الثاني هو من أعطى تعليماته الصارمة بالطمس الكلي للأثر الفني لعبد السلام عامر وعلى سبيل المثال فإن «الساقية والبير» لعبد السلام عامر- عكس «الساقية والبير» للحسين السلاوي- لا تجد منها في أرشيف الإذاعة الوطنية المغربية.

## أهم الشعراء الذين تعامل معهم
- الشاعر محمد الخمار الگنوني
- الشاعر عبد الرفيع جواهري
- الزجال حسن المفتي
- الشاعر مصطفى عبد الرحمان
- الشاعر عمر أبو ريشة

## أهم ألحانه
- قصيدة القمر الأحمر
- قصيدة ميعاد
- قصيدة الشاطئ للشاعر مصطفى عبد الرحمان.
- قصيدة راحلة
- قصيدة قصة الأشواق للشاعر عبد الرفيع جواهري.
- قصيدة دنيا للشاعر عمر أبو ريشة
- قصيدة سبحان الاله للفنانة سميرة سعيد

وهناك مجموعة من القصائد الملحنة لازالت تحتفط بها زوجته.

## وفاته
توفي الموسيقار عبد السلام عامر يوم الاثنين 14 ماي سنة 1979 بمستشفى ابن سينا بالرباط على إثر عملية جراحية أجريت له لاستئصال الدودة الزائدة وهو مصاب بمرض السكري، ونقل جثمانه إلى مدينة الدار البيضاء بدلا من مسقط رأسه القصر الكبير وذلك حسب توصيته، ودفن بمقبرة الشهداء وهو لم يكمل بعد الأربعين سنة من عمره.